# Tougué-Yarcé
Pour les articles homonymes, voir Tougué (homonymie).
Ne doit pas être confondu avec Tougué-Mossi ou Tougué-Peulh.
Tougué-Yarcé, également orthographié Tougué-Yarsé, est une localité située dans le département de Tangaye de la province du Yatenga dans la région Nord au Burkina Faso.

## Géographie
Tougué-Yarcé se trouve à 1,5 km au sud-est de Tougué-Mossi, à 14 km à l'ouest de Tangaye, le chef-lieu du département, et à environ 30 km à l'ouest du centre de Ouahigouya.
Le village constitue un ensemble avec les localités indépendantes de Tougué-Mossi et Tougué-Peulh.

## Santé et éducation
Le centre de soins le plus proche de Tougué-Yarcé est le centre de santé et de promotion sociale (CSPS) de Tougué-Mossi tandis que le centre hospitalier régional (CHR) se trouve à Ouahigouya.